# Когда встречаются крайности
«Когда встречаются крайности» (англ. When Extremes Meet) — восьмой эпизод первого сезона американского мультсериала «Легенда о Корре».

## Сюжет
Корра приводит своих друзей жить в храме воздуха. Икки выбалтывает Асами, что Корре нравится Мако. Тензин сообщает о назначении нового шефа полиции — Сайхана, и они идут на церемонию. На ней новый начальник выражает преданность Тарлоку, и это настораживает Аватара с Тензином. После мероприятия они говорят с Тарлоком, и тот снова пытается убедить Корру вернуться в его отряд, но она не соглашается. Тогда он задевает её за живое, говоря, что она до сих пор не добилась успехов в магии воздуха. Летя домой, Корра переживает из-за этого, но Тензин подбадривает её, предлагая связаться с предыдущими Аватарами. Вечером девушка сидит у обрыва, и её приходят поддержать друзья, ставшие новой командой Аватара. Они решают патрулировать город и разъезжают на машине Сато, на которую Хироши установил полицейское радио. Команда слышит о побеге Уравнителей и натыкается на них. Они преследует беглецов, и им удаётся их задержать. Однако когда приходит Тарлок и полиция, первый не благодарит Аватара, а просит не путаться под ногами.
На следующий день Тарлок предлагает членам совета ввести комендантский час, запрещающий всем немагам выходить из дома с наступлением темноты, и все, кроме Тензина, поддерживают эту идею. Когда вечером команда Аватара видит полицию и протестующий народ, они направляются к ним. Тарлок отключил в городе электричество, и немаги отстаивают свои права. Корра просит включить свет и оставить людей в покое, но он её не слушает. Тарлок приказывает оцепить всех гражданских, но ему препятствует Корра. Тогда он арестовывает её друзей, и они просят Аватара не связываться с ним. Она обещает разобраться вместе с Тензином. Позже они приходят в отделение полиции и говорят с Сайханом, но он подчиняется Тарлоку. Корра и Тензин называют его худшим шефом полиции и уходят. Ночью Аватар не может заснуть и отправляется поговорить с Тарлоком. Оставшись с ним наедине, она говорит, что он делает то, о чём вещал Амон: применяет магию и силу для запугивания. Однако Тарлок обвиняет Корру в том же, ведь она пришла для этого, но девушка отвечает, что это не так. Он шантажирует её, предлагая вернуться в спецотряд, чтобы освободить друзей, но Корра отказывается. Она заявляет, что Тарлок не лучше Амона, и тогда он нападает на неё. Аватар использует всю свою силу и одолевает Тарлока, но внезапно он применяет магию крови, чтобы свалить Корру. Девушка удивляется, ведь сейчас не полнолуние, и член совета говорит, что она многое о нём не знает. Вырубившейся Корре мерещатся видения, а затем Тарлок увозит её куда-то, где её не найдут.

## Отзывы

Динамика оценок IGN к эпизодам 1 сезона мультсериала

Макс Николсон из IGN поставил эпизоду оценку 8,5 из 10 и написал, что «самым потрясающим моментом было раскрытие магии крови Тарлока… без полнолуния». Эмили Гендельсбергер из The A.V. Club поставила серии оценку «B» и отметила, что «Болин ещё больше напоминает Сокку в этом эпизоде, объявляя четвёрку „новой командой Аватара“». Рецензентка также посчитала, что «у Амона и Тарлока действительно много общего». Главный редактор The Filtered Lens, Мэтт Доэрти, поставил эпизоду оценку 9,5 из 10 и написал, что «„Когда встречаются крайности“, возможно, была лучшей серией», ведь «ей удалось сделать так много за такое короткое время без чувства неловкости как в предыдущем эпизоде». Мордикай Кнод из Tor.com написал, что «если „Голос в ночи“ был посвящён психологии, то „Когда встречаются крайности“ посвящён эмоциям».
Эпизод собрал 2,98 миллиона зрителей у телеэкранов США.